# Boter (zuivel)

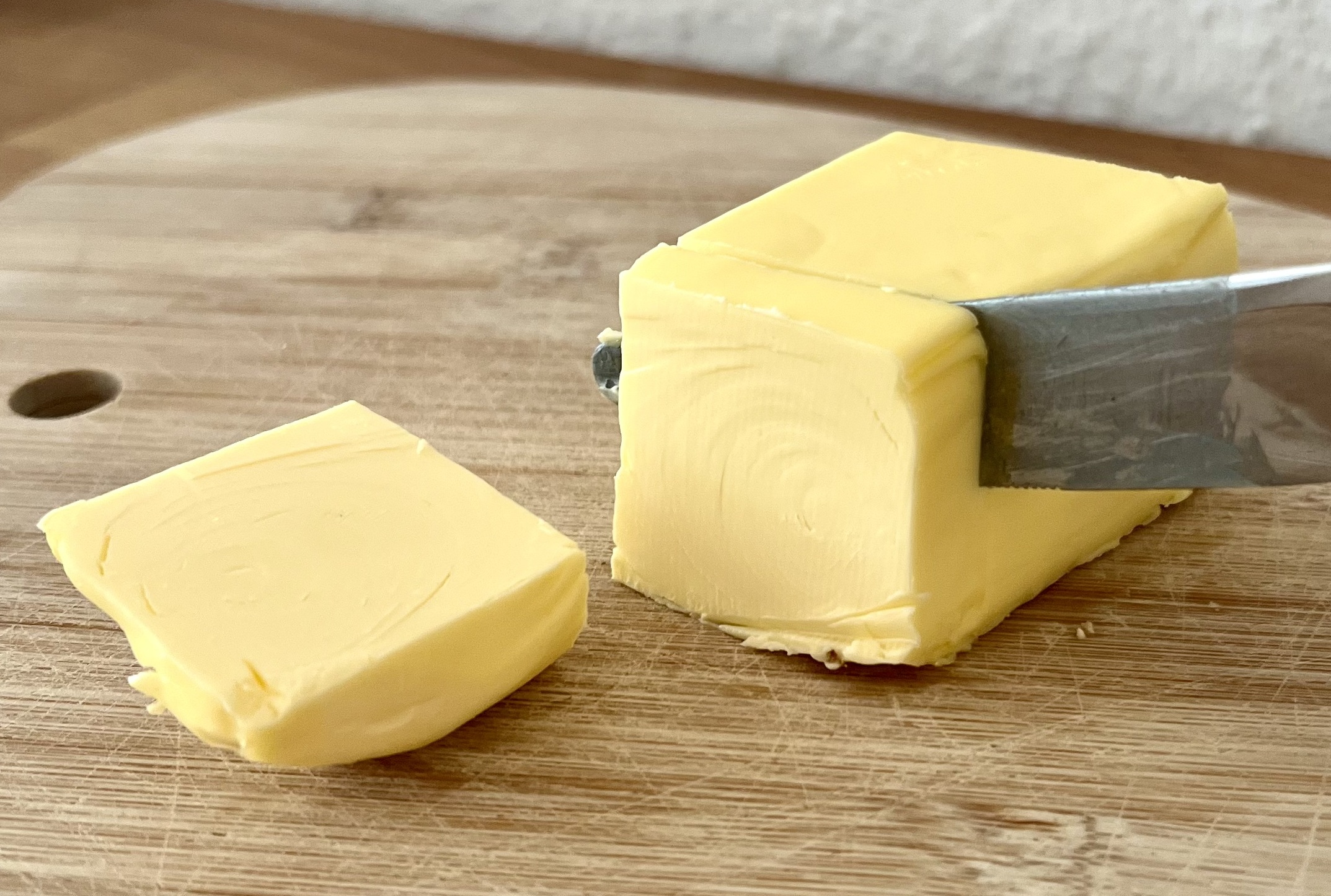
Roomboter

Boter of roomboter is de gekarnde room van melk. De productnaam 'boter' is beschermd en mag alleen gebruikt worden als er ten minste 80% melkvet in het product zit. Daarom mag bijvoorbeeld het Amerikaanse peanut butter niet worden verkocht als pindaboter, maar als pindakaas. Margarine (vroeger kunstboter genoemd) is dus geen boter, ook al wordt het in dagelijks spraakgebruik ten onrechte vaak zo genoemd.

## Geschiedenis
Boter werd voor de industriële revolutie op de boerderij geproduceerd. Een groot aantal methoden was in zwang, maar de essentie was dat men de melk enige tijd (maximaal 72 uur) liet staan. Het melkvet kwam geleidelijk bovendrijven (de room) en werd afgeschept: het afromen. Wat overbleef was ondermelk. De (aangezuurde) room werd vervolgens gekarnd waarbij de vetdeeltjes samenklonterden en zich afscheidden van de rest, die als karnemelk bekend staat.
Er bestond een levendige handel in boter en er ontstonden 'botermengfabrieken' waar botersoorten van verschillende herkomst en kwaliteit werden vermengd. Ook de uitvinding van de margarine, in 1869, leidde ertoe dat vanaf 1872 in Nederland ook margarine-boter of kunstboter werd geproduceerd, die ook plantaardige en dierlijke vetten bevatte. Met de verschillende kwaliteiten boter en margarine werd, vooral bij de winkelier, nogal geknoeid. Ondertussen groeide de roep om betere fabricagemethoden. In Denemarken, dat in toenemende mate concurrerend was, werd gebruik gemaakt van koeling, wat geschiedde door middel van blokken natuurijs. Het toevoegen van ongezuiverd water tijdens het karnen, ook een veel voorkomende praktijk, leidde tot hygiënische bezwaren, evenals het handmatig kneden van de boter. Om deze bezwaren te ondervangen werd een stelsel van zuivelconsulenten in het leven geroepen. Dezen moesten voorlichting geven aan de boeren aangaande verbeterde werkwijzen. In de -voor de zuivel belangrijke- provincie Noord-Holland was vanaf 1896 een zuivelconsulent in dienst.
Aanvankelijk werden de bezwaren tegemoet getreden door zuivelonderricht, terwijl van industriële boter- en kaasproductie nog geen sprake was. Dit veranderde door de uitvinding van de melkseparator, gebaseerd op het principe van de centrifuge. Hiermee werd sinds 1857 geëxperimenteerd op laboratoriumschaal, in 1877 werd door Lefeldt een centrifuge ontwikkeld die echter nog niet geschikt was voor continubedrijf. In 1879 werd echter door Gustaf de Laval een centrifuge voor continubedrijf op de markt gebracht, wat leidde tot het begin van de firma Alfa Laval.
Dit soort melkseparatoren werd in aanzienlijke aantallen over de gehele wereld verkocht. Ook in Nederland werden vanaf ongeveer 1880 een aantal roomboterfabrieken gesticht die deze machines bezaten. De prijs ervan en de omstandigheid dat ze door stoomkracht moesten worden aangedreven, maakte ze ongeschikt voor kleinschalig gebruik. Niettemin werd in 1885 een separator op een boerderij geïnstalleerd, die echter door een paard werd aangedreven. Omstreeks deze tijd ontstonden ook coöperatieve zuivelfabrieken waarvan het kapitaal door samenwerkende boeren werd opgebracht.
Kleinere boeren, zoals in Noord-Brabant, ruilden soms hun boter bij plaatselijke kruideniers tegen de door hen benodigde waren. Ook werd boter soms verhandeld via een botermijn (een veiling). Einde 19e eeuw kwamen ook kleine fabriekjes in zwang die een handmatig aangedreven Lavalseparator bezaten. De kleine coöperatieve fabriekjes kwamen tot samenwerking, zoals in 1893 de Zuid-Nederlandsche Zuivelbond, die in 1895 een botermijn in Maastricht opende.
Of de koeien buiten of binnen werden gehouden, was uiteindelijk van invloed op de kleur van boter. Doordat de koeien 's winters lang op stal stonden, zag de boter erg bleek. De consument hield echter van de geelachtige kleur van zomerboter. Deze werd verkregen door plantaardige producten als saffraan en rode wortelen. De apotheker Lodewijk van der Grinten, die later aan de wieg zou staan van multinational Océ, begon in 1871 een onderzoek om een betere boterkleurstof te bereiden. Zes jaar later was hij erin geslaagd om een grootschalige productielijn voor de kleurstof op te zetten, die onder de naam "carotinekleursel" of "orleaanpasta" in flesjes van 15 gram verkocht werd. Deze kleurstof was gebaseerd op de buitenlaag van de zaden van de Bixa orellana, een tropische plant.
Historisch gezien werd er in Nederland, in verhouding tot andere landen in Europa, veel boter geconsumeerd. Inwoners van buurlanden spotten er vaak mee en gezondheidsautoriteiten in Nederland zelf maakten zich zorgen over of de hoeveelheden boter die Nederlanders aten ongezond waren, zeker in combinatie met andere zuivelproducten zoals kaas die vaak samen op brood werden gegeten.

## Soorten en vormen
Geklaarde boter is boter die gesmolten is om de vaste bestanddelen (eiwitten en zouten) en het water te verwijderen van het vet. Geklaarde boter heeft een hoger kookpunt dan gewone boter en wordt gebruikt in onder meer keukentoepassingen. Ghee is een type geklaarde boter dat vooral gebruikt wordt in de Indiase keuken.
Grasboter is boter, bereid uit room uit de weideperiode, dus van koeien die vers gras hebben gegraasd. De smeerbaarheid is daardoor beter en het heeft een gelere kleur. Doordat tijdens de zomermaanden genoeg boter wordt gemaakt voor het hele jaar, wordt deze deels ingevroren en wanneer het nodig is ontdooid en verpakt.
Biologische boter is gemaakt van de melk van biologisch gehouden koeien die het grootste deel van het jaar vers gras eten in de wei. Deze boter bevat meer onverzadigde vetten en omega 3-vetzuren, dan de gangbare boter.
Roomboter en vooral grasboter is een bron van vitamine K.

## Productie

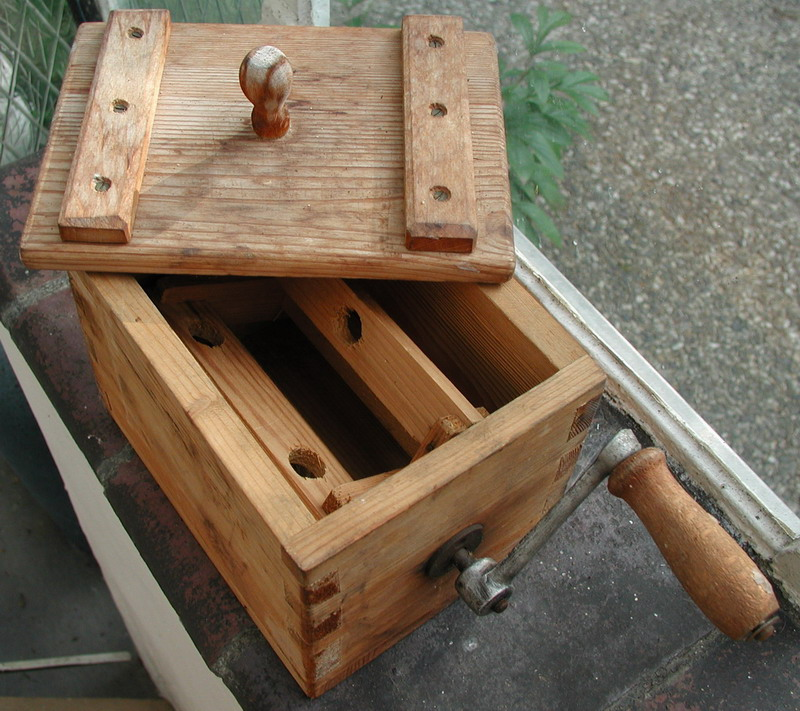
Klassiek apparaat om boter te maken

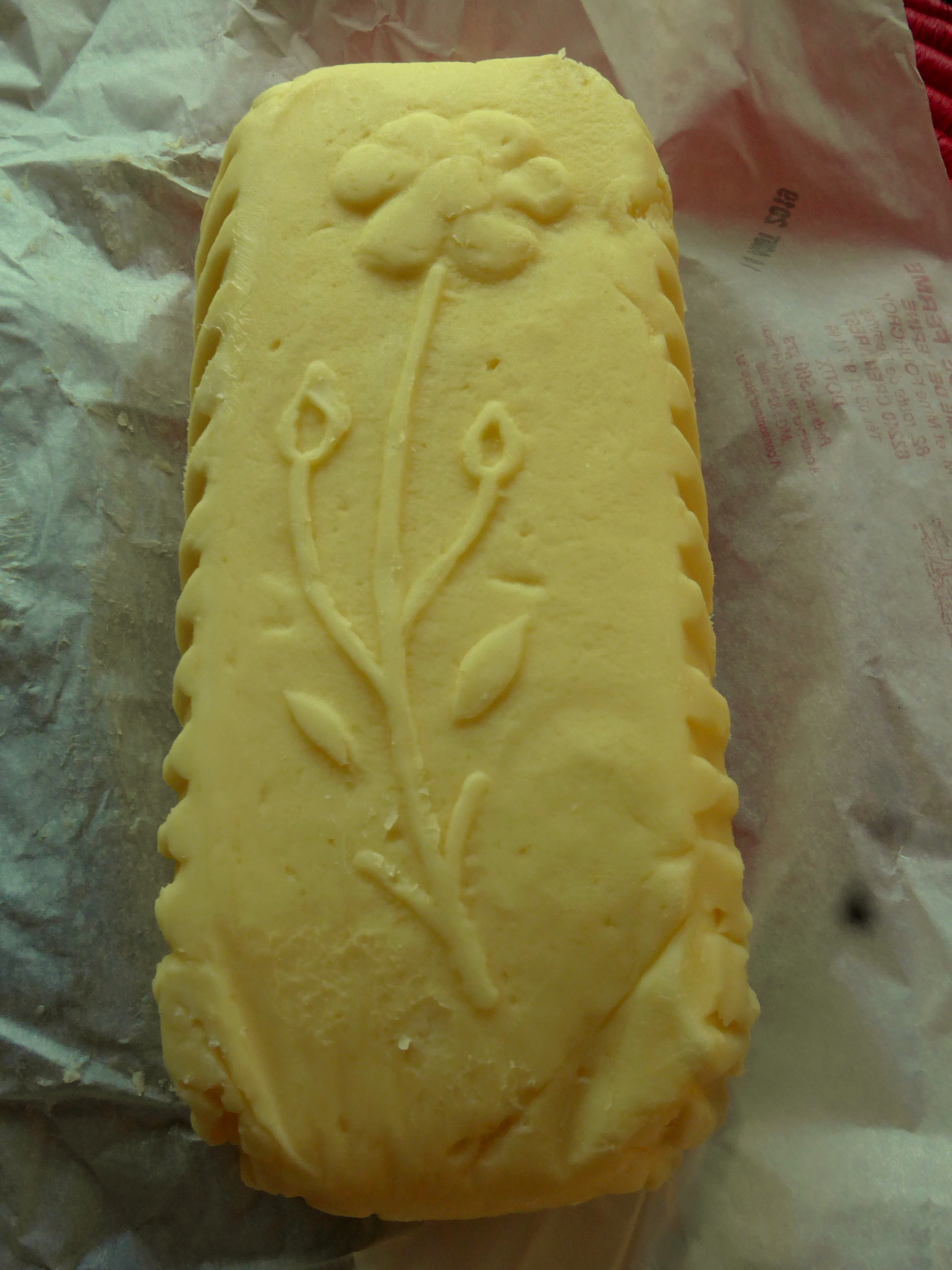
Boterbroodje met versiering

Boter bestaat voor ruim 80% uit het vet van de melk. Melk van de koe bevat ruim 4% vet waardoor voor iedere kilogram boter circa 25 liter melk nodig is.
Er zijn verschillende methodes om boter te maken, machinaal en handmatig. In beide gevallen zijn de volgende stappen te onderscheiden:
- Het melkvet in melk wordt geconcentreerd. Bij de vroegere handmatige methodes werd dit gedaan door het vet van de melk te scheppen, het afromen. De melkvetten hebben een lagere dichtheid dan het water dat in de melk zit, ze komen daarom spontaan bovendrijven. Later is men andere methodes gaan gebruiken, bijvoorbeeld met een centrifuge omdat dit sneller gaat. De vetbolletjes in de melk, die lichter zijn dan het vocht, worden in de centrifuge naar binnen gedrukt en langs een centrale buis afgevoerd. Op deze wijze wordt het vetgehalte in de room tot 35% à 40% verhoogd.
- Het geconcentreerde melkvet (room) wordt vervolgens gekarnd: dit is het kloppen van de room. Door dit kloppen gaan de vetdeeltjes meer aan elkaar kleven waardoor ze nog verder geconcentreerd worden. Na het karnen verkrijgt men boter en karnemelk. De boter wordt nog gekneed om het resterende vocht gelijkmatig te verdelen. Ten slotte worden melkzuurbacteriën toegevoegd om de boter het gewenste aroma te geven.
- Ambachtelijk vervaardigde boter wordt wel in kleine houten botervormen geperst waardoor een boterbroodje ontstaat dat traditioneel is voorzien van een versiering.

## Samenstelling

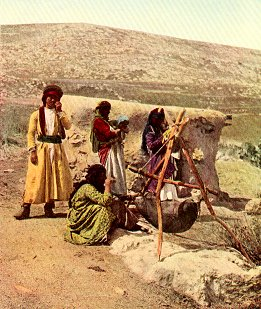
Boter maken in Palestina, 1914

Boter bestaat voor ongeveer 82% uit melkvet. Net als andere natuurlijke vetten zijn dit esters van glycerol en vetzuren. Bij botervet kan worden opgemerkt dat er in verhouding veel kleine vetzuren in voorkomen: zo'n 10% bestaat uit vetzuren met minder dan 10 C-atomen, zoals boterzuur en capronzuur. 2-5% van de vetzuren in botervet zijn transvetten. Verder zijn de meeste vetzuren in boter verzadigd.
Het overige is grotendeels water met wat melksuiker, melkeiwit en zouten.

## Voedingswaarde
|                             | Voedingswaarde per 100 g |
| Energetische voedingswaarde | 3030 kJ of 737 kcal      |
| Eiwitten                    | 1 gram                   |
| Koolhydraten                | 1,1 gram                 |
| Vetten                      | 81 gram                  |
| Beta-caroteen               | 453 µg                   |
| Vitamine A                  | 866 µg                   |
| Vitamine B1                 | 0,01 mg                  |
| Vitamine B12                | 0,3 µg                   |
| Vitamine B2                 | 0,03 mg                  |
| Vitamine D                  | 0,3 µg                   |
| Vitamine E                  | 2,5 mg                   |

## Uitdrukkingen
- Bij elkaar horen als boter en brood - Goed bij elkaar passen.
- Boter aan de galg zijn - Niet zinvol zijn, zonder resultaat zijn.
- Boter bij de vis. - Direct afrekenen.
- Boter op het hoofd hebben - Hypocriet zijn. Zelf mede verantwoordelijk zijn voor iets wat men anderen verwijt.
- Met zijn gat in de boter vallen - (Onverwacht) goed terechtkomen.
- Met zijn neus in de boter vallen - (Onverwacht) goed terechtkomen.
- In de boter trappen - Erg soepel fietsen.[13]
- Geen deuk in een pakje boter slaan - Geen succes bereiken.
- Zijn rijbewijs bij een pakje boter hebben gekregen - Een slechte bestuurder zijn.